# Alfred von Boch
Alfred Franz von Boch (* 2. Juni 1860 in Mettlach; † 6. Juni 1943 in Wiesbaden) war ein preußischer Ehrenbürgermeister und kommissarischer Landrat des Landkreises Saarlouis.

## Leben
Alfred von Boch war der jüngste Sohn des deutschen Unternehmers, Gesellschafters in 4. Generation und Leiter des Familienunternehmens Villeroy & Boch Eugen von Boch (1809–1898) und dessen Ehefrau Sophie Oktavie, geb. Villeroy (1823–1899). Von Boch, der Rittergutsbesitzer und Ehrenbürgermeister der Gemeinde Mettlach war, wurde am 16. Mai 1919 (bis April 1920) zum kommissarischen Landrat des Landkreises Saarlouis ernannt. Im Jahr 1920 war er kurzzeitig Mitglied der Regierungskommission des Saargebietes, aus der er aus Protest wieder zurücktrat.
Er war Mitglied der Studentenverbindung Akademischer Juristenverein Bonn (heute: AV Rheno-Colonia Köln).

## Publikationen
- La Seigneurie de Fremersdorf: notice historique et généalogique, mit Eugène-Marie Villeroy, Paris: Ph. Renouard, 1901. OCLC 494098945
- Commission de gouvernement du Bassin de la Sarre: démission du membre sarrois de la Commission, etc. Note du Secrétaire-général… Governing commission of the Saar Basin: resignation of the Saar Basin member of the commission, etc. Note by the Secretary-General, mit League of Nations, Secretariat, League of Nations, Governing Commission of the Territory of the Saar Basin, League of Nations, Council, Geneva, 1920. OCLC 82601689

## Familie
Alfred von Boch heiratete am 27. Oktober 1886 in Trier Barbara Maria Léonie Reverchon (1867–1931). Ihre Kinder waren Leo (1888–1909), René, Olga (1891–1957), Eugen, Egon und Elisabeth von Boch. Nach seiner Heirat mit Léonie Reverchon hatte er von seinem Vater das Schloss Fremersdorf als Wohnsitz erhalten, blieb aber weiterhin bei ihm als Sekretär in Mettlach tätig.
Geschwister
- René von Boch-Galhau (1843–1908)[3]
- Edmund von Boch (1845–1931)[2][3]
- Esther von Boch (1847–1919)[2][3]
- Marie von Boch (1851–1902)[2][3]
- Louise von Boch (1855–1928)[2][3]
- Alice von Boch (1860–1944)[2][3]